# العذاب فوق شفاه تبتسم (فلم)
العذاب فوق شفاه تبتسم هو فيلم دراما مصري من إخراج حسن الإمام  وبطولة نجوى إبراهيم، محمود ياسين، سعيد صالح، صفية العمري، ليلى حمادة وميمي جمال.

## نبذة
تدخل شهيرة في صراع طويل بين العقل والعاطفة، حيث أنها تعشق (عصام)، صديق طفولتها وينتظران زواجهما معًا منذ الصغر، إلى يظهر أن (مصطفى) رجل الاعمال الناجح بحياتها، ومعه مستقبلًا زاهرًا مليئًا بالترف، وفي حين أنه عليها الاختيار وتغليب عاطفتها أو عقلها، تأبى وتحاول الاحتفاظ بكل المُعطيات.

## طاقم العمل
- نجوى إبراهيم بدور شهيرة
- محمود ياسين بدور مصطفى
- سعيد صالح بدور عصام
- صفية العمري بدور فريدة
- ليلى حمادة بدور فوقية
- ميمي جمال بدور منيرة

## وصلات خارجية
- مقالات تستعمل روابط فنية بلا صلة مع ويكي بيانات